# Núi Le
Núi Le là một ngọn núi thuộc xã Xuân Tâm huyện Xuân Lộc tỉnh Đồng Nai gần thị trấn Gia Ray, và nằm giữa hồ Núi Le và hồ Gia Ui. Nơi đây được xem là có hoạt động khai thác đá lớn nhất của tỉnh Đồng Nai. Nơi đây nổi tiếng với sản phẩm đá chẻ, một số sản phẩm đá khai thác ở đây được bài bán ven quốc lộ 1 cho khách đi đường để làm đá cảnh. Núi này được cấu tạo bởi đá granitoit, có tuổi Creta sớm hình thành cách đây 131 triệu năm.